# Добрынин, Михаил Александрович
Михаил Александрович Добры́нин (род.15 января 1974) — российский и казахстанский игрок в хоккей с мячом, защитник, мастер спорта России (1994), мастер спорта международного класса Республики Казахстан (2005).

## Карьера

### Клубная
Начал заниматься хоккеем с мячом в 1981 году в Красноярске в школе «Енисея».
С сезона 1992/93 в составе «Енисея», проведя за команду первые восемь сезонов игровой карьеры.
В 2000 году перешёл в кемеровский «Кузбасс», выступая за команду до 2007 года.
С 2007 по 2010 год был игроком кировской «Родины».
С 2010 по 2014 год в составе ульяновской «Волги».
Завершил игровую карьеру после сезона 2014/15, который провёл в команде «Восток», принимающей участие в первенстве России среди команд Высшей лиги.

### Сборная Казахстана
Выступал за сборную Казахстана на восьми чемпионатах мира, бронзовый призёр турниров 2005, 2012, 2013, 2014 годов.

### Дальнейшая деятельность
С 2015 года работает с командами на детско-юношеском уровне в школе «Енисея». Входил в число десяти лучших детских тренеров по итогам сезонов 2015/16 и 2018/19. В сезоне 2021/22 вошёл в тренерский штаб юниорской сборной России.

## Достижения
«Енисей»
 Серебряный призёр чемпионата России (2): 1998/99, 1999/2000 

 Обладатель Кубка России (3): 1997, 1998, 1999 

 Бронзовый призёр Кубка России: 2000 

 Победитель международного турнира «Кубок Стокгольма»: 1995
«Кузбасс»
 Серебряный призёр чемпионата России (3): 2003/04, 2004/05, 2005/06 

 Бронзовый призёр чемпионата России (4): 2000/01, 2001/02, 2002/03, 2006/07 

 Обладатель Кубка России (2): 2001, 2003 

 Финалист Кубка России: 2005 (весна) 

 Бронзовый призёр Кубка России: 2004 

 Серебряный призёр чемпионата России по мини-хоккею: 2000
Сборная России (юниорская)
 Чемпион мира среди юниоров: 1994
Сборная Казахстана
 Бронзовый призёр чемпионата мира (4): 2005, 2012, 2013, 2014
Личные
- В списке 22-х лучших игроков сезона: 1995

## Статистика выступлений

### Клубная
| Сезон     | Клуб                | Чемпионат | Чемпионат | Чемпионат | Чемпионат | Чемпионат   | Кубок | Кубок | Кубок | Кубок | Кубок |
| Сезон     | Клуб                | И         | М         | П         | О         | Ш           | И     | М     | П     | О     | Ш     |
| --------- | ------------------- | --------- | --------- | --------- | --------- | ----------- | ----- | ----- | ----- | ----- | ----- |
| 1992/1993 | Енисей (Красноярск) | 19        | 0         |           | 0         | 20          | 3     | 0     |       | 0     | 0     |
| 1993/1994 | Енисей (Красноярск) | 22        | 0         |           | 0         | 55          | 5     | 0     |       | 0     | 10    |
| 1994/1995 | Енисей (Красноярск) | 24        | 0         |           | 0         | 30          | 4     | 0     |       | 0     | ?     |
| 1995/1996 | Енисей (Красноярск) | 26        | 0         |           | 0         | 120         |       |       |       |       |       |
| 1996/1997 | Енисей (Красноярск) | 24        | 1         |           | 1         | 75          | 7     | 0     |       | 0     | 5     |
| 1997/1998 | Енисей (Красноярск) | 28        | 1         |           | 1         | 25+К        | 10    | 0     |       | 0     | 0     |
| 1998/1999 | Енисей (Красноярск) | 28        | 0         |           | 0         | 75          | 10    | 0     |       | 0     | 0     |
| 1999/2000 | Енисей (Красноярск) | 26        | 2         | 2         | 4         | 40+К        | 9     | 0     | 0     | 0     | 10    |
| 2000/2001 | Кузбасс (Кемерово)  | 28        | 0         | 2         | 2         | 50          | 11    | 1     | 2     | 3     | 25    |
| 2001/2002 | Кузбасс (Кемерово)  | 28        | 0         | 2         | 2         | 60          | 13    | 2     | 0     | 2     | ?     |
| 2002/2003 | Кузбасс (Кемерово)  | 28        | 1         | 1         | 2         | 60          | 14    | 1     | 0     | 1     | ?     |
| 2003/2004 | Кузбасс (Кемерово)  | 26        | 0         | 1         | 1         | 65          | 11    | 0     | 0     | 0     | ?     |
| 2004/2005 | Кузбасс (Кемерово)  | 25        | 1         | 1         | 2         | 55          | 11    | 0     | 1     | 1     | 50    |
| 2005/2006 | Кузбасс (Кемерово)  | 26(1)     | 1(0)      | 0(0)      | 1(0)      | 130(20)     | 7     | 0     | 0     | 0     | 15    |
| 2006/2007 | Кузбасс (Кемерово)  | 31(1)     | 0(0)      | 2(0)      | 2(0)      | 30(0)       | 12    | 0     | 1     | 1     | 15    |
| 2007/2008 | Родина (Киров)      | 28(1)     | 0(0)      | 0(0)      | 0(0)      | 55(0)       | 15    | 3     | 1     | 4     | 30    |
| 2008/2009 | Родина (Киров)      | 23        | 0         | 1         | 1         | 105         | 4     | 0     | 0     | 0     | 20    |
| 2009/2010 | Родина (Киров)      | 17        | 0         | 0         | 0         | 40          | 4     | 0     | 1     | 1     | 10    |
| 2010/2011 | Волга (Ульяновск)   | 25        | 0         | 0         | 0         | 70+К        | 4     | 0     | 0     | 0     | 40    |
| 2011/2012 | Волга (Ульяновск)   | 24        | 0         | 0         | 0         | 100         | 7     | 0     | 0     | 0     | 20    |
| 2012/2013 | Волга (Ульяновск)   | 28        | 0         | 0         | 0         | 100         | 6     | 0     | 0     | 0     | 50    |
| 2013/2014 | Волга (Ульяновск)   | 24        | 0         | 0         | 0         | 80          | 5     | 0     | 0     | 0     | 0     |
| Всего     | 22 сезона           | 558(3)    | 7(0)      | 12(0)     | 19(0)     | 1440(20)+3К | 172   | 7     | 6     | 13    | 380   |

#### ВКубке мира
| Год   | Игры | Мячи |
| ----- | ---- | ---- |
| 1997  | 3    | 0    |
| 1998  | 4    | 0    |
| 1999  | 5    | 0    |
| 2001  | 3    | 0    |
| 2003  | 5    | 0    |
| 2004  | 4    | 0    |
| 2005  | 4    | 0    |
| 2006  | 3    | 0    |
| 2007  | 4    | 0    |
| Всего | 35   | 0    |

Источник:

### Комментарии
1. ↑  Количество игр и голов за клуб(ы) в высшем дивизионе чемпионатов России
2. ↑  Результативные передачи
3. ↑  В скобках указаны очки, набранные в аннулированном матче с красногорским «Зорким». Во втором полуфинальном матче чемпионата страны, который прошёл 11 марта в Кемерове, игроки гостей покинули поле примерно за 20 минут до финального свистка из-за несправедливого, по их мнению, судейства. В этот момент счёт на табло был 7:1 в пользу «Кузбасса» (первую встречу выиграл «Зоркий» — 4:1). Главный тренер «Кузбасса» Сергей Мяус заявил, что, по его мнению, у соперников просто сдали нервы. Команде «Зоркий» засчитано техническое поражение (5:0). По сумме двух полуфинальных игр победа присуждена команде «Кузбасс»
4. ↑  В скобках указаны очки, набранные в аннулированном матче с иркутской «Байкал-Энергией». 16 декабря в Кемерове, незадолго до финального свистка, игроки гостей, недовольные несправедливым, по их мнению, судейством, самовольно всей командой удалились на скамейку штрафников. Решением ФХМР «Байкал-Энергии» засчитано техническое поражение
5. ↑  В скобках указаны очки, набранные в аннулированном матче с архангельским «Водником», который прошёл 20 января в Архангельске. Команда «Водник» подала протест на участие в составе команды «Родина» не внесённого в техническую заявку и в протокол матча хоккеиста А. Дудина. В соответствии с решением КДК от 22 января 2008 года результат матча аннулирован. Команде «Водник» присуждена техническая победа